# Phyllodoce koreana
Phyllodoce koreana är en ringmaskart som först beskrevs av Lee och Jae 1985.  Phyllodoce koreana ingår i släktet Phyllodoce och familjen Phyllodocidae. Inga underarter finns listade i Catalogue of Life.